# Авиополијетање
Авиополијетање (авиополетање) је војни термин за један лет борбеног авиона. Употреба авијације се планира авиополијетањима, која се означавају са скраћеницом а/п.
Користи се као норма за одређивање напрезања ваздухопловних јединица, и њихове борбене употребе. Број извршених авио полетања у односу на противника, посебно у рату, даје и индикацију превласти у ваздуху.
Укупни број могућих авиополијетања зависи од врсте авијације (ловачка, бомбардерска...), стања одржавања авиона, психофизичког стања летача, оптерећења у борби, даљине дејства и других услова.
У Првом свјетском рату број авиополијетања једног ловачког авиона је понекад износио и преко 5 на дан (5 а/п), док је овај број данас много нижи због великих психофизичких оптерећења и других разлога. Слично је и за друге врсте борбене авијације.

## Примјер
Ако 10 авиона изврше сваки по 2 авиополијетања дневно, то је 20 а/п. Ако један авион изврши 4 авиополијетања дневно, то је 4 а/п.